# ایگناتاس کونووالوواس
ایگناتاس کونووالوواس (لیتوانیایی: Ignatas Konovalovas؛ زادهٔ ۸ دسامبر ۱۹۸۵) دوچرخه‌سوار اهل لیتوانی است.
از باشگاه‌هایی که در آن بازی کرده‌است می‌توان به تیم اف‌دی‌جی و تیم موویستار اشاره کرد. وی در مسابقات مهمی همچون بازی‌های المپیک تابستانی ۲۰۰۴، ۲۰۰۸ و ۲۰۱۶، تور دو فرانس و جیرو دیتالیا شرکت کرده است.